# Низький стиль
Низький стиль — один з трьох традиційних стилів («слогів»), що теоретично розроблялися і практично функціонували в Україні в XVII—XVIII ст. Феофан Прокопович визначає його термінами «низький стиль» і «простий стиль», що на той час вживалися як нейтральні. Певного пейоративного (зниженого) значення вони набули лише в останній чверті XVIII ст.
За теорією трьох стилів, низкий стиль передбачав емоційно нейтральний, простий виклад, присвячений буденним предметам і темам (сільської праці, повсякденному побутові, сімейним стосункам, діловим зв'язкам), з використанням звичайних неприкрашувальних слів і мовних засобів. Метафори або зовсім не вживалися, або були нескладними. 
Цей стиль ґрунтувався переважно на живій народній мові — не тільки на її лексиці та фразеології, а й на особливостях фонетичної і граматичної будови. Книжно-традиційні засоби, як і в новій українській літературній мові, були стилістично маркованими і призначалися для урочисто-піднесеного або зниженого сатирично-гумористичного зображення.
Низьким стилем писалися численні сатирично-гумористичні вірші, вірші-травестії, вірші-орації, віршові оповідання, інтермедії, діалоги. Більшість їх безіменна, відомі лише окремі автори (Якуб Гаватович, Петро Попович-Гученський, Іван Некрашевич). Низькими щодо стилю вважалися також численні приватні листи. У творах названих жанрів загалом наявна тенденція до унормування мови, хоча й можливі певні елементи мовного натуралізму.
В кінці XVIII ст. низький стиль перейшов у бурлескно-травестійну манеру викладу в українській літературній мові, що формувалася на народній основі.